# Веселе чарівництво
«Веселе чарівництво» — радянський фільм-казка 1969 року за мотивами п'єси Ніни Гернет і Григорія Ягдфельда «Катя і дива».

## Сюжет
Зірвавши в полі невідомі квіти, Катя і не підозрювала, що знайшла диводійну «Кащеєву траву», здатну зняти чари з Василиси Прекрасної. Про це дівчинці повідала стара прибиральниця Акуліна Іванівна, в далекому минулому — Баба-Яга. Верхи на мітлі вони вилітають з вікна бібліотеки назустріч пригодам, прихопивши чарівну книгу, без якої Кащея ніяк не здолати…

## У ролях
- Марина Козодаєва —  Катя
- Андрій Войновський —  Лисичкін
- Валентина Сперантова —  Акуліна Іванівна / Баба Яга
- Єлизавета Уварова —  Кікімора
- Валентин Брилєєв —  Лєший
- Федір Нікітін —  Кащей Безсмертний
- Наталія Енке —  Зоя Петрівна
- Світлана Смєхнова —  Василиса Прекрасна
- Юрій Чекулаєв —  екскурсовод
- Зінаїда Воркуль —  епізод
- Артур Ніщонкін —  епізод

## Знімальна група
- Сценаристи:  Ніна Гернет,  Григорій Ягдфельд
- Режисер-постановник:  Борис Рицарєв
- Оператор-постановник:  Лев Рагозін
- Художник-постановник:  Анатолій Анфілов
- Композитор:  Михайло Марутаєв
- Звукооператор: С. Гурін
- Художник по костюмах: Є. Горбачова
- Монтажер: С. Єсауленко
- Директор картини: Іван Морозов